# Área de desarrollo no controlado
Las áreas de desarrollo no controlado son extensiones territoriales o partes del tejido urbano carentes de planificación urbana. Su desarrollo urbano o asentamientos humanos han sido espontáneos, autoproducidos, marginales o subnormales. Estas áreas son producto del crecimiento acelerado de las ciudades en vías de desarrollo.

## Las Áreas de Desarrollo No Controlado en América Latina
Este tipo de tejido urbano comienza a estar presente dentro del escenario urbano en América Latina a finales de los años 40, cuando su consolidación se hace evidente y su presencia es ya notoria dentro de las ciudades. Se le han atribuido diferentes nombres en cada país; por ejemplo:
- "Barrios de ranchos" en Caracas - Venezuela.[2]
- "Favelas" en Río de Janeiro - Brasil.[3]
- "Colonias populares" en Ciudad de México - México.[4]
- "Barriadas" en Lima - Perú.[5]
- "Villa miseria" en Argentina.